# Макаров Микола Якович
Микола Якович Макаров (* 18 квітня 1828, Чернігівщина — † 25 січня 1892, Санкт-Петербург) — чиновник, журналіст, культурно-просвітній діяч, знайомий Тараса Шевченка

## Біографія
Народився на Чернігівщині в поміщицькій сім'ї, навчався в Ніжинському ліцеї.
Служив у різних відомствах і в кінці життя був членом ради міністра фінансів.
Перебуваючи на службі в Петрозаводську, наприкінці 40-х років XIX ст. зблизився із засланими туди кирило-мефодіївцями та петрашевцями ( Білозерським В. М.,  Баласогло О. П.).
Згодом був близький до української громади в Петербурзі, підтримував дружні взаємини з Марком Вовчком, Тарасом Шевченком.
Співробітничав у журналах «Современник», «Основа», «Іноземний огляд», компілював і перекладав статті для журналу «Вісник Російського географічного товариства».
Помер Макаров М. Я. 25 січня (по новому стилю) 1892 року, похований на Новодівичому цвинтарі Санкт-Петербурга.

## Взаємини з Тарасом Шевченком
Шевченко познайомився з Миколою Макаровим після повернення з заслання весною 1858 року в Петербурзі.
В той час М. Макаров відпустив на волю колишню свою кріпачку Лікерию Іванівну Полусмакову, з якою хотів одружитися Т. Шевченко.
Про М. Макарова Шевченко згадує 12 травня 1858 року в своєму «Щоденнику», а в 1860 році присвятив йому вірша «Барвінок цвів і зеленів» — «Н. Я. Макарову». На пам'ять 14 сентября", а також подарував автопортрет з написом: «Н. Я. Макарову на пам'ять Т. Шевченко 1860 квітня 12».
У Макарова був також пробний відбиток офорта «Свята родина».
У квітні 1860, коли М. Макаров їхав за кордон, Шевченко передав через нього «Кобзар» О. Герценові.
Збереглось вісім листів Шевченка до М. Макарова та три листи Макарова до Шевченка.

## Вірш, який Тарас Шевченко присвятив М.Я.Макарову
Н. Я. Макарову

на пам'ять 14 сентября

Барвінок цвів і зеленів,

Слався, розстилався;

Та недосвіт передсвітом

В садочок укрався.

Потоптав веселі квіти,

Побив… Поморозив…

Шкода того барвіночка

Й недосвіта шкода!